# Midland Lullabies
Albums de Bill Pritchard
Mother Town Hall
(2016) Rendez-vous Streets – Pritchard et Lo
(2019)
Midland Lullabies est le 10e album studio de Bill Pritchard, sorti en 2019.

## Titres
Toutes les chansons sont écrites et composées par Bill Pritchard et Tim Barshaw sauf Lanterns : Bill Pritchard/Tim Barshaw/Mike Rhead.
| 1.         | Iolanda                         | 2 min 58 s |
| 2.         | Lullaby                         | 2 min 59 s |
| 3.         | The Last Temptation of Brussels | 2 min 30 s |
| 4.         | Thanks                          | 2 min 42 s |
| 5.         | Tricksey                        | 2 min 57 s |
| 6.         | Lanterns                        | 3 min 12 s |
| 7.         | Piano Sunstokes (Interlude)     | 45 s       |
| 8.         | Garibaldi                       | 3 min 7 s  |
| 9.         | Grow                            | 2 min 31 s |
| 10.        | Tuesday Morning                 | 3 min 21 s |
| 11.        | Mother Town                     | 2 min 14 s |
| 13.        | Piano Sunstokes (Outro)         | 1 min 56 s |
| 34 min 8 s |                                 |            |

## Crédits musiciens
- Guitares : Bill Prichard, Mike Rhead
- Basse : Remy LaPlage
- Piano : Tim Bradshaw
- Batterie : Luke Hodgkins[Note 1],[1],[Note 2]
- Cordes : The Burslem String Quartet

## Production
- Producteur : Tim Bradshaw
- Enregistrement : principalement dans « The Bill's House » à Newcastle-under-Lyme (Staffordshire) et également au studio « Monument Sound » de Tim Bradshaw et Mike Rhead à Leek (Staffordshire)[1]
- Formats : CD réf. TR427-4015698023534, vinyle-LP réf. TR427-4015698023558, MP3
- Pochette : design par Kerstin Holzwarth, photos recto et verso de Cooper
- Label : Tapete Records (de), Hambourg (Allemagne).
- Éditions : Tapete Music
- Droits réservés : GEMA (Allemagne).
- Date de sortie : 8 mars 2019

## Genèse
Bill Pritchard commente les chansons de son album sur le site Fanfare Pop.

## Accueil
AllMusic, : « Midland Lullabies n’est pas seulement un bijou dans le catalogue stellaire de Pritchard, c’est un recueil de chansons où sa sensibilité britannique prend le devant. Si Ray Davies et Lloyd Cole s’étaient associés pour écrire un cycle de chansons sur la vie dans les Midlands de l'Ouest, ça aurait pu ressembler à ces ballades, bien qu'aucun autre auteur-compositeur que Pritchard ne serait susceptible, avec le plus charmant effet, de faire rimer « don't analyze » avec « curly fries ». Son inspiration est principalement soutenue par ses précieuses dispositions pianistiques, et ce sont ses chansons, très enracinées et ciselées, dans lesquelles il parvient à être à la fois autant incisif que joyeux, qui parviennent à nous captiver, d'aussi belles chansons. Si Iolanda et The Last Temptation of Brussels parlent de lieux plus exotiques, Lullaby, Thanks, Lanterns et Mother Town parlent de l’attractivité émotionnelle de la maison, un lieu que vous aimez à la fois pour ses qualités et ses défauts, et ces histoires reflètent un beau désir doux-amer, mais sous-teinté d'une légère touche de chagrin. Il n’y a pas beaucoup d’auteurs-compositeurs aussi cultivés et évocateurs que Pritchard, et encore moins qui peuvent chanter et jouer avec un talent qui appelle à la réflexion avec la force de ses textes, et ces Midland Lullabies le trouvent au mieux de sa forme. Si nous avons de la chance, il nous gratifiera avec des albums comme ça tous les vingt-quatre mois. »